# Ганіт

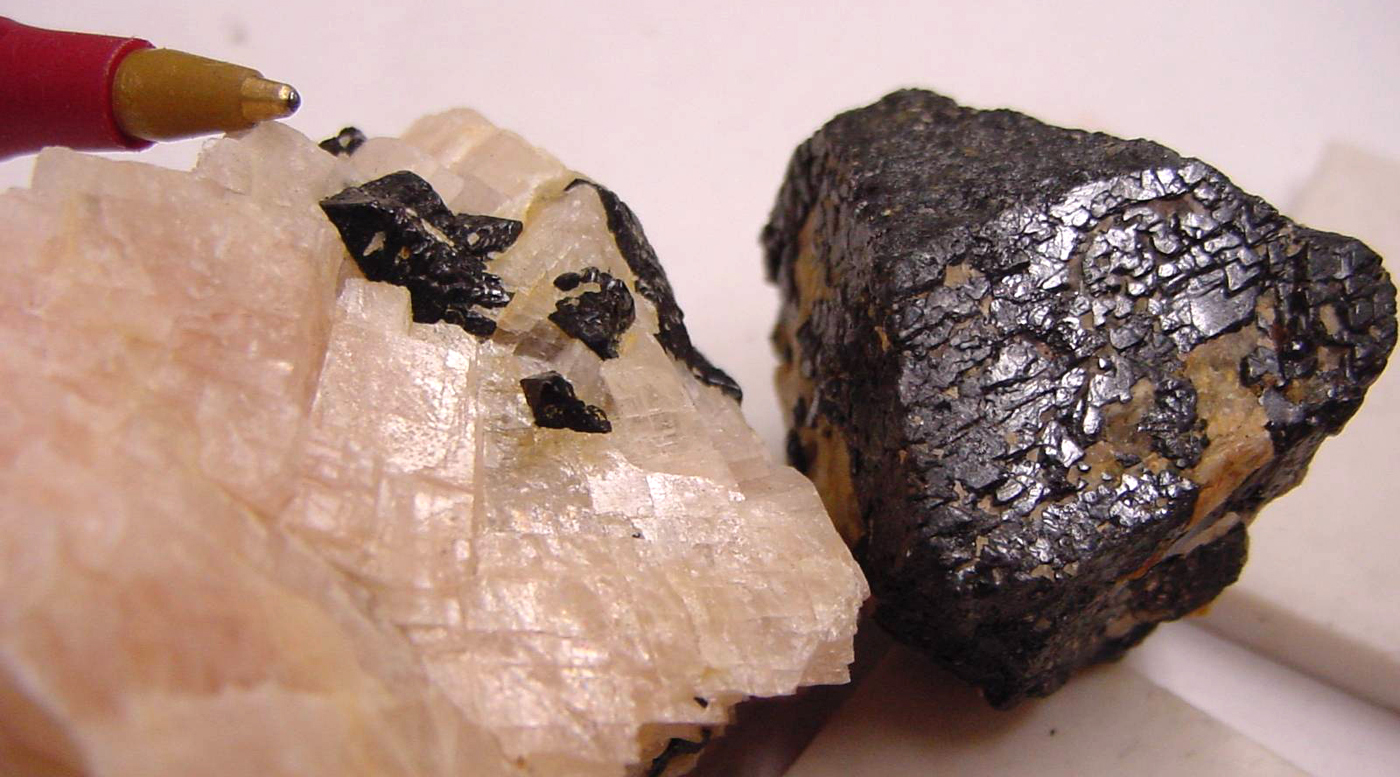
ганіт

Ганіт – мінерал, цинковистий алюмошпінелід з групи шпінелі. Утворює два ізоморфні ряди зі шпінеллю та герцинітом. Хімічна формула: ZnAl2O4. Різновиди: крейтоніт, дислюіт, аутомоліт, цинкганіт тощо.

## Етимологія та історія
Мінерал вперше був виявлений на шахті Ерік Маттс поблизу Фалуна (також Фахлуна) у Швеції. Перший опис був зроблений в 1807 році Карлом Еренбертом Фрейєрром фон Моллю після хімічного аналізу Андера Густафа Екеберга. Фон Моллю назвав мінерал на честь шведського хіміка Йогана Готтліба Гана (Johan Gottlieb Gahn).

## Загальний опис
Колір блакитно-зелений, темно-зелений, сірувато-зелений до чорного, інколи жовтий або бурий. Риска сіра. Блиск скляний. Напівпрозорий (прозорий або просвічується тільки в тонких сколах). Сингонія кубічна. Спайність недосконала за (111). Кристали октаедричні, додекаедричні або кубічні. Звичайним є утворення двійників по (111) за шпінелевим законом. Твердість 7,5-8. Густина 4,0-4,62. Крихкий. Зустрічається в граніт-пегматитах в асоціації з гранатом, берилом, нігеритом та ін.; багатих на цинк скарнах з цинкітом та франколітом; у метаморфічних породах - кристалічних, талькових, серицито-хлоритових та інших сланцях. Відомий у розсипах.

## Різновиди
Розрізняють:
- ганіт залізистий (відміна ганіту, в якій цинк заміщується двовалентним залізом у відношенні 1,64:1);
- ганіт залізний (відміна ганіту, в якій алюміній заміщується тривалентним залізом);
- ганіт магніїстий (відміна ганіту, в якій цинк заміщується магнієм);
- ганіт магніїсто-залистий (відміна ганіту, в якій цинк частково заміщений магнієм і залізом);
- ганіт марганцевисто-залізний (відміна ганіту, в якій цинк частково заміщений марганцем і залізом);
- ганіт олов'янистий (лімаїт);
- ганіт цинковисто-залізний (зайва назва ганіту залізистого та ганіту залізного);
- ганіт цинковисто-марганцевисто-залізний (зайва назва ганіту залізного).

## Інше визначення
Везувіан родом з Гукема (Швеція)